# Jos Verbist
Jos Verbist (Lier, 20 juni 1952) is een Vlaams film-, televisie- en theateracteur en regisseur. Hij was sinds 1997 ook de artistiek directeur van Theater Antigone. In 2020 liet hij die rol over aan Haider Al Timimi.
Voor zijn toneelcarrière vormde hij in 1972-1973 met Door Van Boeckel de zanggroep "Duo Zwart en Wit".
Hij studeerde af aan het Hoger Instituut voor Dramatische Kunst Herman Teirlinck in 1976.
In het theater speelde hij in vele stukken van KVS Brussel, NTGent, Arca, Toneelgroep Hollandia, Blauwe Maandag Compagnie, het Kaaitheater en later Theater Antigone. Bij al deze voornoemde gezelschappen nam hij ook voor sommige stukken de dramaturgie of de regie in handen. Hij acteerde enkele seizoenen met Djamel Hadjamar in Dédé Le Taxi of recenter in Wolfskers. Als regisseur trad hij op in Buurman en Feydeau.
Jos Verbist speelde ook in een hele reeks films, televisiefilms en televisieseries. In de verfilming van Vergeten straat nam hij de rol van Louis Paul Boon op zich. In de series Heterdaad en Witse trad hij telkens enkele afleveringen op in een gastrol. In 2009 speelt hij de rol van politiecommissaris Wilfried De Boeck in Van vlees en bloed. In 2010 had hij een gastrol in de series Oud België op één en Duts op Canvas. Hij was ook te zien in de fictiereeks Dubbelleven op één als vader van Nina Overstijns, vertolkt door Lotte Heijtenis. In 2012 speelde hij de rol van Armand De La Ruelle in de serie Quiz Me Quick. In 2013 speelde hij tweemaal de rol van gerechtspsychiater professor De Haes in De Ridder. In het voorjaar van 2014 speelt hij mee in het programma Achter de feiten. In 2017 speelde Verbist de rol van Karel in de dramafilm Vele hemels boven de zevende.
Jos Verbist was regelmatig gastdocent in meerdere kunstopleidingen en is sinds 1995 docent aan het RITCS.